# Leptonemella aphanothecae
Leptonemella aphanothecae är en rundmaskart. Leptonemella aphanothecae ingår i släktet Leptonemella, och familjen Desmodoridae. Arten är reproducerande i Sverige.